# 拉弗尔斯
拉弗尔斯（荷蘭語：Ravels，荷蘭語發音：[ˈraːvəls]）是比利时弗拉芒大區安特衛普省蒂倫豪特區的一个市镇，北半部与荷兰接壤，通行荷蘭語，是弗拉芒社群的一部分，面积94.99平方千米，人口14,871人（2018年1月1日）。